# Шенут (Канзас)
Шенут (англ. Chanute) — місто (англ. city) в США, в окрузі Ніошо штату Канзас. Населення — 8722 особи (2020).

## Географія
Шенут розташований за координатами 37°40′10″ пн. ш. 95°27′49″ зх. д. / 37.66944° пн. ш. 95.46361° зх. д. (37.669527, -95.463566).  За даними Бюро перепису населення США в 2010 році місто мало площу 18,53 км², з яких 18,21 км² — суходіл та 0,32 км² — водойми.

### Клімат
| Клімат : Шенут          | Клімат : Шенут | Клімат : Шенут | Клімат : Шенут | Клімат : Шенут | Клімат : Шенут | Клімат : Шенут | Клімат : Шенут | Клімат : Шенут | Клімат : Шенут | Клімат : Шенут | Клімат : Шенут | Клімат : Шенут | Клімат : Шенут |
| Показник                | Січ.           | Лют.           | Бер.           | Квіт.          | Трав.          | Черв.          | Лип.           | Серп.          | Вер.           | Жовт.          | Лист.          | Груд.          | Рік            |
| Абсолютний максимум, °C | 23,9           | 28,3           | 35,0           | 35,6           | 37,2           | 42,2           | 46,7           | 45,0           | 41,7           | 36,7           | 31,7           | 25,0           | 46,7           |
| Середній максимум, °C   | 5,7            | 8,8            | 14,5           | 19,9           | 24,4           | 29,1           | 32,1           | 32,1           | 27,3           | 20,7           | 13,7           | 6,7            | 19,6           |
| Середній мінімум, °C    | −5,1           | −2,8           | 2,3            | 7,7            | 13,2           | 18,2           | 20,7           | 19,9           | 14,8           | 8,4            | 2,2            | −3,7           | 8,1            |
| Абсолютний мінімум, °C  | −30,6          | −26,7          | −20            | −10            | −2,2           | 6,7            | 8,9            | 7,2            | −1,1           | −8,3           | −17,2          | −27,2          | −30,6          |
| Норма опадів, мм        | 32             | 48             | 77             | 112            | 147            | 153            | 111            | 94             | 93             | 93             | 64             | 44             | 1069           |
| Днів з опадами          | 5,9            | 6,3            | 8,7            | 9,8            | 11,7           | 11,6           | 7,8            | 7,2            | 7,5            | 8,5            | 7,0            | 6,9            | 98,9           |
| ----------------------- | -------------- | -------------- | -------------- | -------------- | -------------- | -------------- | -------------- | -------------- | -------------- | -------------- | -------------- | -------------- | -------------- |
| Джерело: NOAA           |                |                |                |                |                |                |                |                |                |                |                |                |                |

## Демографія
Згідно з переписом 2010 року, у місті мешкало 9119 осіб у 3720 домогосподарствах у складі 2322 родин. Густота населення становила 492 особи/км².  Було 4178 помешкань (226/км²).
Расовий склад населення:
| - 92,4 % — білих - 1,9 % — чорних або афроамериканців - 1,2 % — корінних американців - 0,8 % — азіатів - 0,1 % — вихідців з тихоокеанських островів - 1,4 % — осіб інших рас |

До двох чи більше рас належало 2,2 %. Частка іспаномовних становила 5,4 % від усіх жителів.
За віковим діапазоном населення розподілялося таким чином: 25,3 % — особи молодші 18 років, 57,9 % — особи у віці 18—64 років, 16,8 % — особи у віці 65 років та старші. Медіана віку мешканця становила 37,2 року. На 100 осіб жіночої статі у місті припадало 92,1 чоловіків;  на 100 жінок у віці від 18 років та старших — 89,5 чоловіків також старших 18 років.
Середній дохід на одне домашнє господарство  становив 47 656 доларів США (медіана — 39 263), а середній дохід на одну сім'ю — 52 784 долари (медіана — 45 560). Медіана доходів становила 37 385 доларів для чоловіків та 26 166 доларів для жінок. За межею бідності перебувало 22,3 % осіб, у тому числі 31,8 % дітей у віці до 18 років та 17,6 % осіб у віці 65 років та старших.
Цивільне працевлаштоване населення становило 4255 осіб. Основні галузі зайнятості: освіта, охорона здоров'я та соціальна допомога — 26,6 %, виробництво — 18,7 %, роздрібна торгівля — 10,7 %, мистецтво, розваги та відпочинок — 7,6 %.